# شون سوندرز
شون سوندرز (بالإنجليزية: Shawn Saunders)‏ (28 يونيو 1976 بلاك فوريست في الولايات المتحدة - ) هو لاعب كرة قدم أمريكي في مركز الدفاع. لعب مع Portland Timbers (2001–2010) ‏ وColorado Foxes ‏ وOrange County Blue Star ‏.

## وصلات خارجية
- شون سوندرز على موقع قاعدة بيانات كرة القدم.إي يو (الإنجليزية)